# William Prout

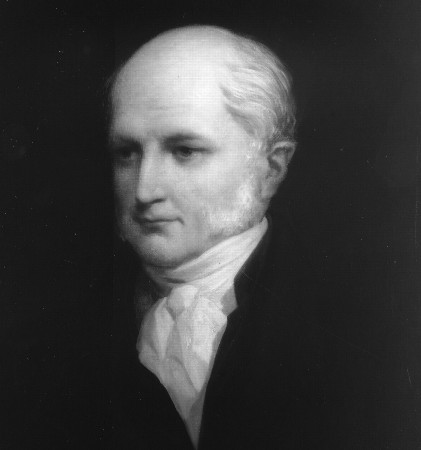
William Prout por Henry Wyndham Phillips

William Prout (Horton, Gloucestershire, 15 de enero de 1785-Londres, 9 de abril de 1850) fue un químico, físico y teólogo natural inglés. Fellow de la Royal Society, su principal aportación científica fue la conocida como Hipótesis de Prout.

## Vida y obra
Dedicó su vida profesional a la práctica de la física en Londres, pero personalmente se centró en la investigación química. Se concentró de forma especial en la química biológica y realizó numerosos análisis de secreciones de organismos vivos, que consideraba que eran producidos por la ruptura de tejidos corporales. 
En 1823, descubrió que los jugos estomacales contienen Ácido clorhídrico, y que pueden separarse de los jugos gástricos por destilación. En 1827, propuso la clasificación de las sustancias alimenticias en carbohidratos, grasas y proteínas.

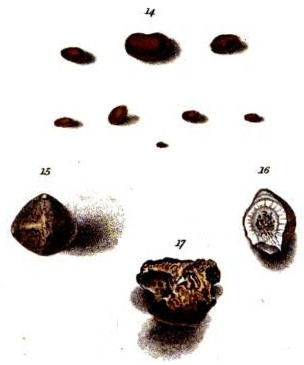
Diferentes especies de cálculos renales dibujados por William Prout

A Prout se le recuerda sobre todo, sin embargo, por sus investigaciones en química física. En 1815, basándose en las tablas de pesos atómicos disponibles en su época, estableció de la hipótesis de que el peso atómico de todo elemento es un número entero múltiplo del peso del hidrógeno, sugiriendo que el átomo del hidrógeno es la única partícula realmente fundamental, y que los átomos de los otros elementos químicos están hechos de agrupaciones de varios átomos de hidrógeno. Aunque la hipótesis de Prout no fue corroborada posteriormente por las medidas más ajustadas de los pesos atómicos, fue una aproximación lo suficientemente fundamental a la estructura del átomo, para que en 1920 Ernest Rutherford eligiese el nombre del recién descubierto protón para, entre otras razones, reconocer el mérito de Prout.
Prout contribuyó a la mejora del barómetro y la Royal Society de Londres adoptó su diseño como un estándar nacional.
Prout escribió el octavo de los Bridgewater Treatise, Chemistry, Meteorology, and the Function of Digestion, considered with reference to Natural Theology. Fue en esta obra donde acuñó el término «convection» para describir un tipo de transmisión de energía.
En 1814, Prout se casó con Agnes Adam de Edimburgo, Escocia, con la que tuvo seis hijos. Prout falleció en Londres en 1850.
El Prout es la unidad de la energía de enlace nuclear, y es el 1/12 de la energía de enlace nuclear del deuteron, o 185.5 keV.

## Principales obras
- Prout, William (1825). An Inquiry Into the Nature and Treatment of Diabetes, Calculus, and Other Affections of the Urinary Organs (2 edición). Londres: Baldwin, Craddock, and Joy.
- Prout, William (1834). Chemistry, Meteorology, and the Function of Digestion Considered with Reference to Natural Theology; Bridgewater Treatises, W. Pickering (reissued by Cambridge University Press, 2009; ISBN 978-1-108-00066-6)
- Prout, William (1816). «Correction of a Mistake in the Essay on the Relation between the Specific Gravities of Bodies in their Gaseous State and the Weights of their Atoms». Annals of Philosophy 7: 111 - 113.
- Prout, William (1849). On the Nature and Treatment of Stomach and Urinary Diseases (3 edición). Londres: John Churchill.
- Prout, William (1815). «On the Relation between the Specific Gravities of Bodies in their Gaseous State and the Weights of their Atoms». Annals of Philosophy 6: 321 - 330.

## Reconocimientos
- Fellow of the Royal Society (1819)
- Copley Medal (1827)
- Fellow of the Royal College of Physicians (1829)